# دیروز یک‌بار دیگر
دیروز یک‌بار دیگر یا شمارش معکوس برای دوست داشتن تو (چینی: 倒数说爱你؛ انگلیسی: Yesterday Once More) فیلم سینمایی چینی در ژانر عاشقانه، با بازی آرتور چن و ژو یی است که در ۲۸ آوریل ۲۰۲۳ در سینماهای چین اکران شد.

## بازیگران

### اصلی
- آرتور چن در نقس گو یوکسوان
- ژو یی در نقش هان شویان

### مکمل
- ژائو شیائوتانگ در نقش اولیویا
- سان تیانیو در نقش تدی

## انتقادات
یشی پیکچرز اطلاعیه‌ای صادر کرد مبنی بر اینکه شخصیت‌های اصلی، روابط شخصیت‌ها و داستان‌های شمارش معکوس برای دوست داشتن تو» در واقع از فیلم آمریکایی اگر فقط محصول ۲۰۰۴ اقتباس شده‌اند و از واندا پیکچرز خواست تا توزیع فیلم را متوقف کند.
روز بعد، در ۱۹ آوریل، شرکت تولید فیلم پاسخ داد و اظهار داشت که شخصیت‌ها و محتوای داستان فیلم اصلی هستند و فیلم طبق برنامه اکران خواهد شد. یشی پیکچرز در پاسخ چندین تصویر مقایسه‌ای از دو فیلم منتشر کرد.